# Hässelby kvarn

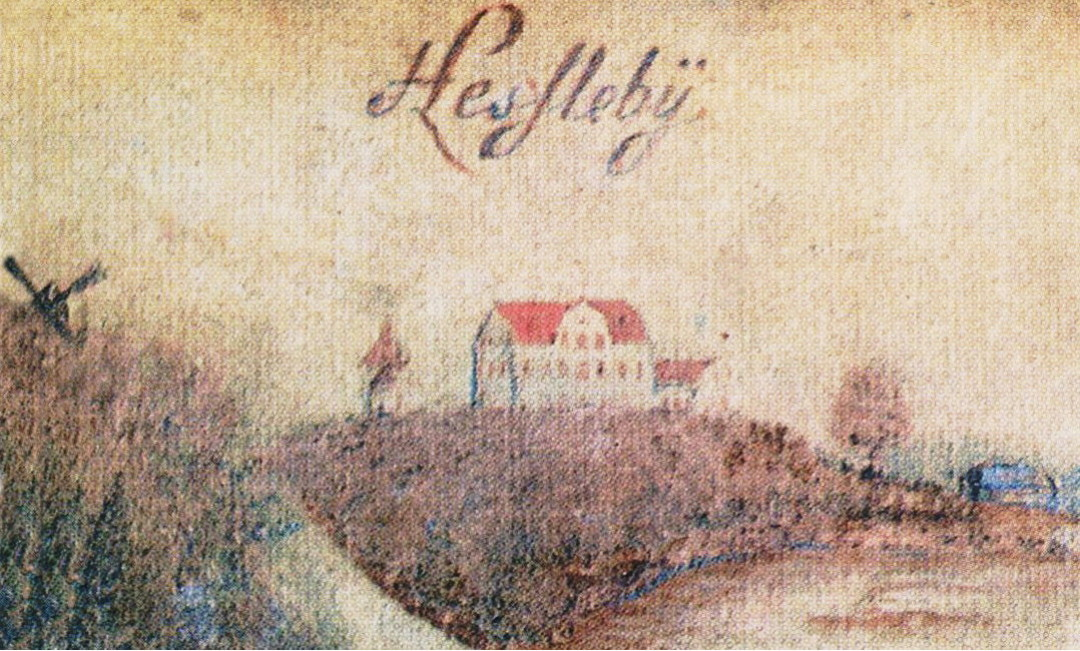
Hässelby med kvarnen på väderkvarnsberget (t.v.), Gripenhielms Mälarkarta 1689.

Hässelby kvarn (även kallad Hässelby mölla) var en väderkvarn i Spånga socken, nuvarande stadsdelen Hässelby gård i Stockholms kommun. Kvarnen hörde till Hässelby säteri (numera kallad Hässelby slott) och är känd sedan 1600-talets mitt. Kvarnen försvann på 1820-talet och kvarntorpet på 1890-talet. 

## Historik

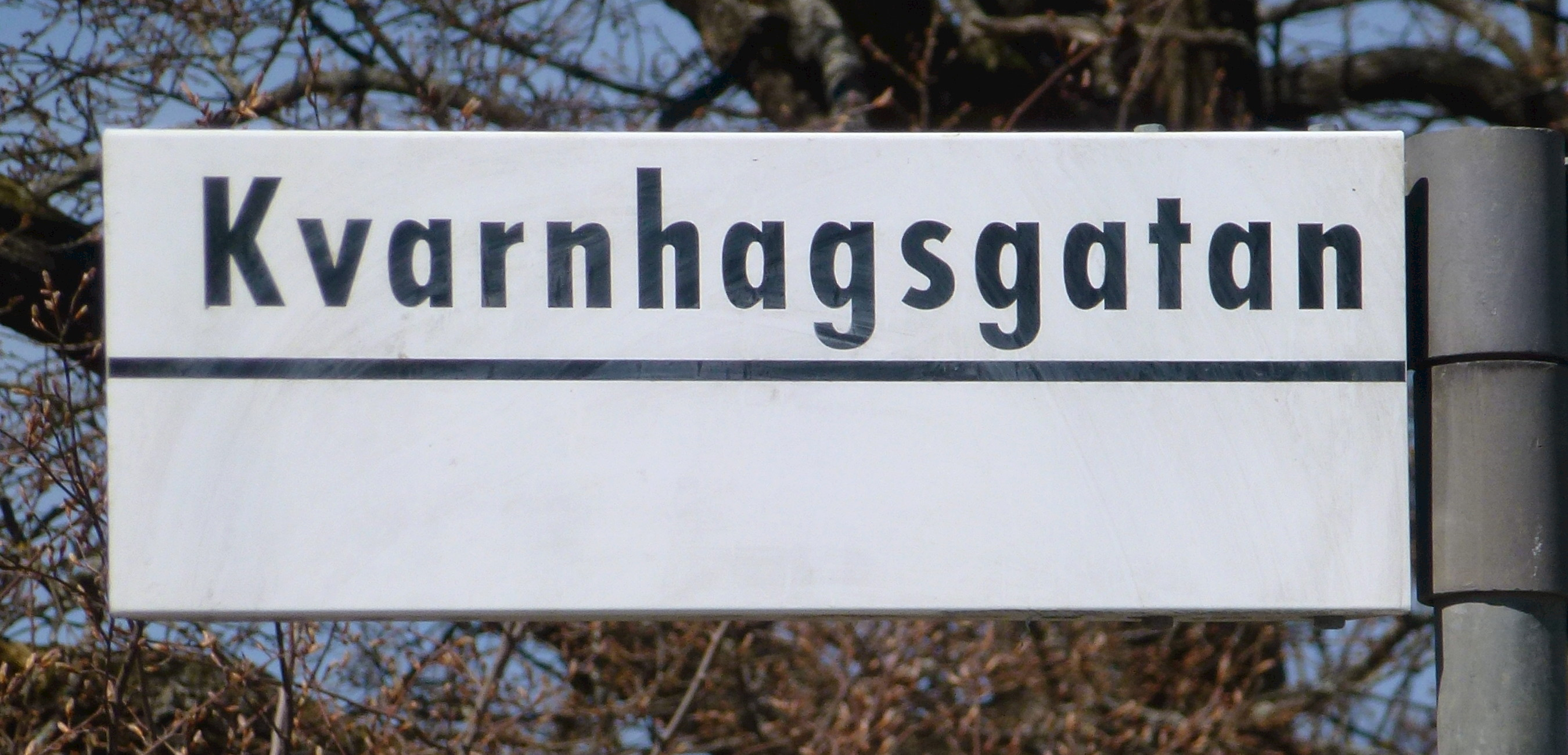
Kvarnhagsgatan.

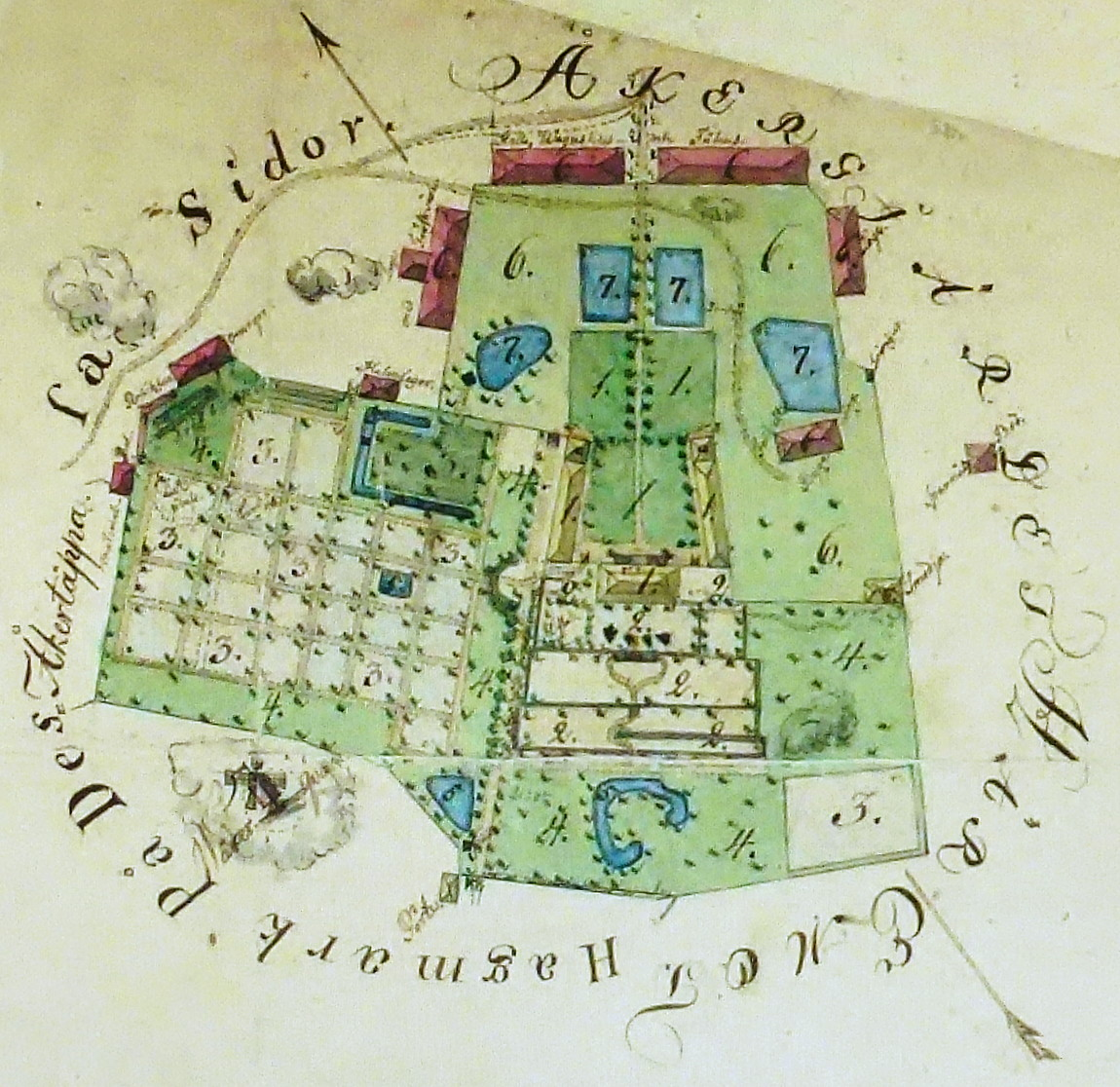
Säteriet Hässelby, karta från 1812 med väderkvarnen ner till vänster.

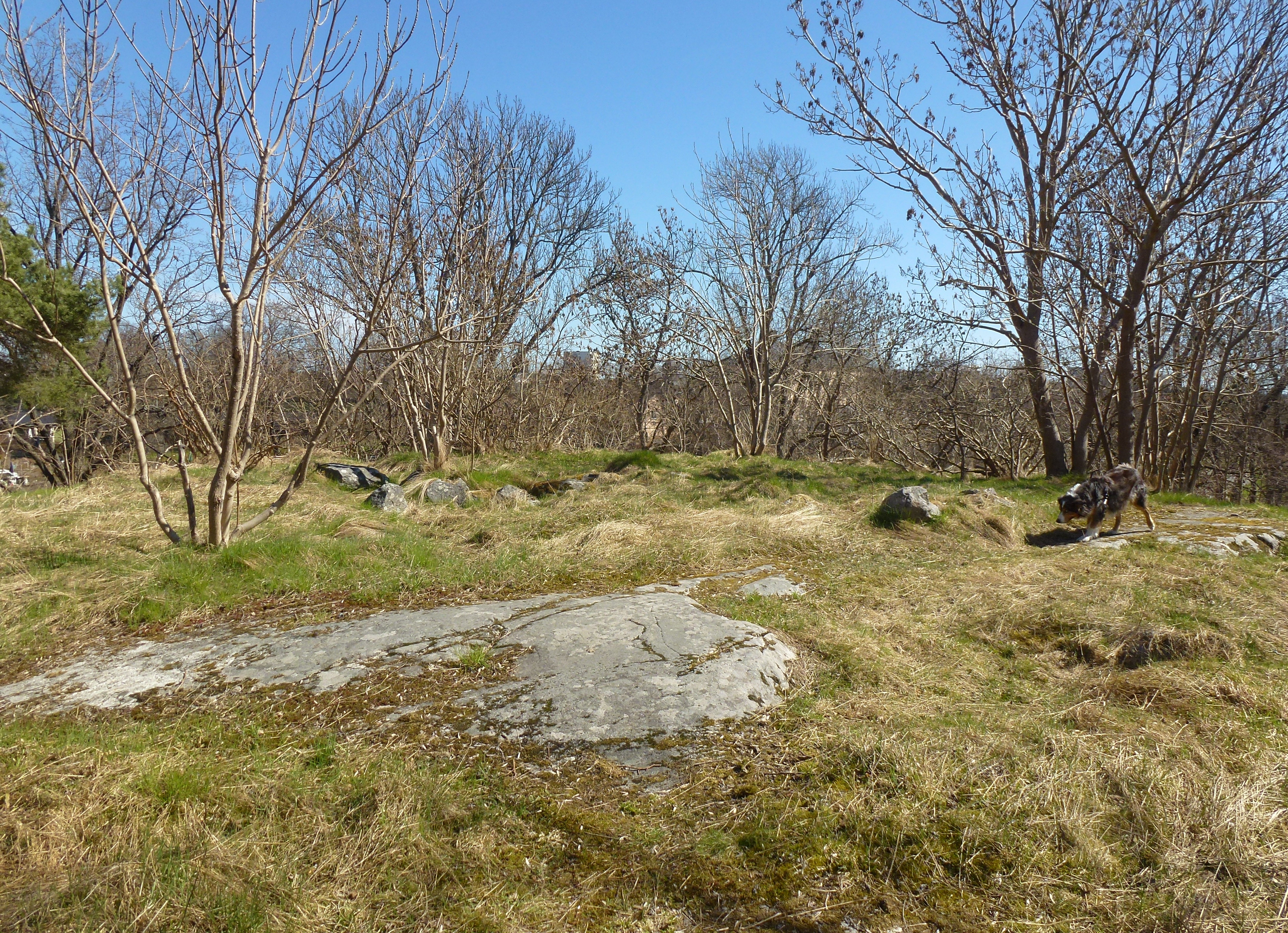
Hässelbykvarnens plats i maj 2013.

Strax sydväst om Hässelby slott stod denna väderkvarn på en liten kulle som kallades Väderkvarnsberget. Kvarnen är redovisad på en karta från 1652 och där ritad som en stolpkvarn. Sydväst om säteriet låg ”Qvarnhagen”. Här finns numera en koloniträdgård och dagens Kvarnhagsvägen. På området fanns även en liten vattenkvarn.
År 1748 arrenderade Peter Insolin (född 1709) väderkvarnen och ”den lilla i gärdet nyligen uppbygda wattu-qvarnen”. Hans arrende löpte på sex år och innebar att han utan ersättning fick mala säteriets säd. Till Hässelbys ägare fick mjölnaren även avstå hälften av den ersättning han fick av omgivningens bönder och torpare för att mala deras säd. Dessutom skulle han hålla alla kvarnar i gott skick.
Efter Insolin följde flera mjölnare som övertog kvarnarrendet under samma villkor, bland dem Erik Lagerstadt (1765), Johan Myrman (1768), Erik Bergström (1770) och Anders Brant som 1791 överlät arrendet till sin far Erik Henriksson. Kontraktet undertecknade de med sina bomärken, mjölnarna var inte skrivkunniga. 
På en uppmätningskarta från 1810-talet syns en ”Wäderqvarn” fortfarande på kvarnbacken.  Den sista mjölnaren fanns här på 1820-talet. Efter det att både väder- och vattenkvarn rivits stod mjölnarbostaden kvar och kallades ”Qvarntorpet”. Här bodde periodvis ensamma änkor och inneboende.  Även Hässelbygårdens förvaltare Karl Rehn bodde några år i kvarntorpet. Hans dotter Gerda föddes här den 29 oktober 1889. Under namnet Gerd Ribbing skulle hon bli en känd författare och journalist. Kvarntorpet revs på 1890-talet.